# 어썸피스
어썸피스는 게임 소프트웨어 개발 및 공급을 주력으로 하는 대한민국의 기업이다. 현재 좀비고등학교, 내가그린 기린그림, 도와줘, 엔즈!, 킹갓캐슬을 운영 중이다.
대표적인 게임으로는 좀비고등학교와 킹갓캐슬이 있다. 좀비고등학교는 옛 아오오니 레전드였으나 저작권 문제로 현 좀비고등학교 로 바뀌었다. 매년마다 특별한 이벤트를 여는데 4주년은 플라워 판타지아, 5주년은 엘프고등학교, 6주년은 학교생활, 7주년은 은하고등학교, 8주년 이벤트는 와글와글 봄운동회,그리고 9주년인 마법고이다.감염모드, 듀얼모드, 스토리모드, 경찰과 도둑, 방과후파티, 싱글스토리 등 다양한 카테고리가 있다.

## 제작 게임
- 내가그린 기린그림
- 좀비고등학교
- 도와줘! 엔즈
- 킹갓캐슬